# Liste der Kulturgüter in Aadorf
Die Liste der Kulturgüter in Aadorf enthält alle Objekte in der Gemeinde Aadorf im Kanton Thurgau, die gemäss der Haager Konvention zum Schutz von Kulturgut bei bewaffneten Konflikten, dem Bundesgesetz vom 20. Juni 2014 über den Schutz der Kulturgüter bei bewaffneten Konflikten sowie der Verordnung vom 29. Oktober 2014 über den Schutz der Kulturgüter bei bewaffneten Konflikten unter Schutz stehen.
Objekte der Kategorien A und B sind vollständig in der Liste enthalten, Objekte der Kategorie C fehlen zurzeit (Stand: 1. Januar 2023).

## Kulturgüter
| Foto |                                                                                          | Objekt                                                       | Kat. | Typ | Standort                                        | Beschreibung |
| ---- | ---------------------------------------------------------------------------------------- | ------------------------------------------------------------ | ---- | --- | ----------------------------------------------- | ------------ |
| ja   | Datei hochladen · Wikidata zu Ehemalige Klosterkirche St. Bernhard (Q1776177)            | Ehemalige Klosterkirche St. Bernhard KGS-Nr.: 05053          | A    | G   | Tänikon 1.10 710667 / 259770                    |              |
| ja   | Datei hochladen · Wikidata zu Agrotechnorama (Q27037504)                                 | Agrotechnorama Tänikon KGS-Nr.: 08589                        | A    | S   | Tänikon 1 710651 / 259829                       |              |
| ja   | Datei hochladen · Wikidata zu Bahnhof Aadorf (Q5845566)                                  | Bahnhof KGS-Nr.: 04906                                       | B    | G   | Bahnhofstrasse 26 710386 / 260738               |              |
| ja   | Datei hochladen · Wikidata zu Bauernhaus (Q29882345)                                     | Bauernhaus KGS-Nr.: 05001                                    | B    | G   | Ettenhausen, Kehlhofstrasse 1 709955 / 259568   |              |
| ja   | Datei hochladen · Wikidata zu Schloss (Q29882355)                                        | Schloss Wittenwil KGS-Nr.: 05215                             | B    | G   | Wittenwil, Wängistrasse 14, 16 711942 / 262417  |              |
| ja   | Datei hochladen · Wikidata zu Reformierte Kirche St. Michael (Q29882351)                 | Reformierte Kirche St. Michael KGS-Nr.: 10901                | B    | G   | Hauptstrasse 16, 16.1 709939 / 261180           |              |
| BW   | Datei hochladen · Wikidata zu Remise Sulzerhof (Q29882354)                               | Remise Sulzerhof KGS-Nr.: 13581                              | B    | G   | Sulzerhof 5 709632 / 261949                     |              |
| ja   | Datei hochladen · Wikidata zu Tröckneturm im Sulzerhof (Q20754453)                       | Tröckneturm im Sulzerhof KGS-Nr.: 13582                      | B    | G   | Sulzerhof 7 709635 / 261590                     |              |
| ja   | Datei hochladen · Wikidata zu Katholische Kirche St. Alexander (Q29882350)               | Katholische Kirche St. Alexander KGS-Nr.: 13583              | B    | G   | Kirchplatz 4.1 709968 / 261075                  |              |
| ja   | Datei hochladen · Wikidata zu Bauernhaus Spruchhaus (Q29882349)                          | Bauernhaus Spruchhaus KGS-Nr.: 13584                         | B    | G   | Aawangen, Dorfstrasse 14, 14a 710017 / 263422   |              |
| ja   | Datei hochladen · Wikidata zu Bauernhaus (Q29882343)                                     | Bauernhaus KGS-Nr.: 13585                                    | B    | G   | Häuslenen, Burgstrasse 20, 20.1 709871 / 265107 |              |
| BW   | Datei hochladen · Wikidata zu Primarschulhaus (Q133882247)                               | Primarschulhaus KGS-Nr.: 17054                               | B    | G   | Schulstrasse 7 710018 / 260973                  |              |
| BW   | Datei hochladen · Wikidata zu Bibliotheksgebäude, Bürogebäude, Prälatenhaus (Q133882431) | Bibliotheksgebäude, Bürogebäude, Prälatenhaus KGS-Nr.: 17055 | B    | G   | Tänikon 1.3 710653 / 259712                     |              |
| BW   | Datei hochladen · Wikidata zu St. Annakapelle (Q133882619)                               | St. Annakapelle KGS-Nr.: 17056                               | B    | G   | Tänikon 1.9 710697 / 259796                     |              |